# تيارات نهرية سريعة

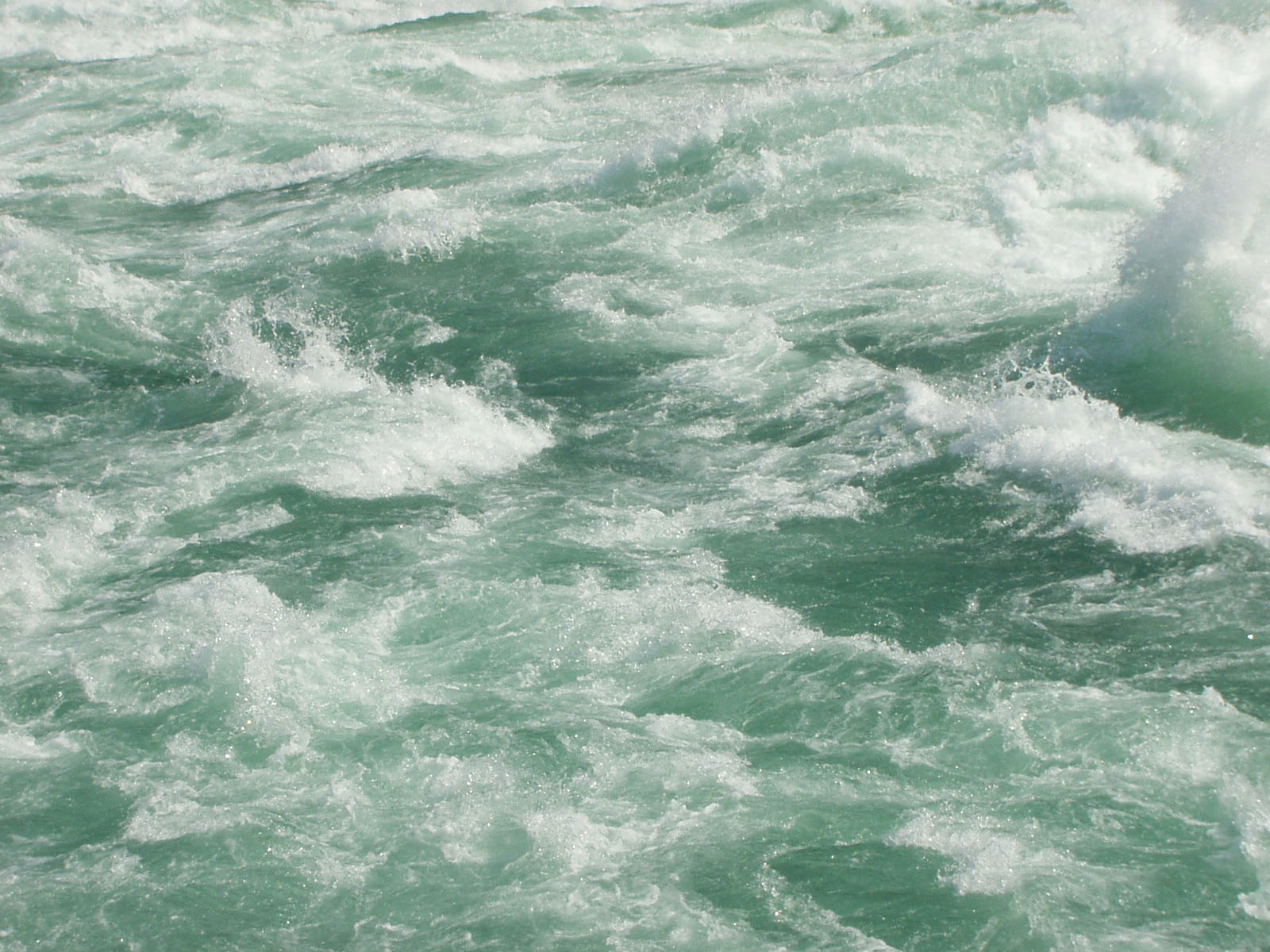
مياه عنيفة تحت شلالات نياجارا

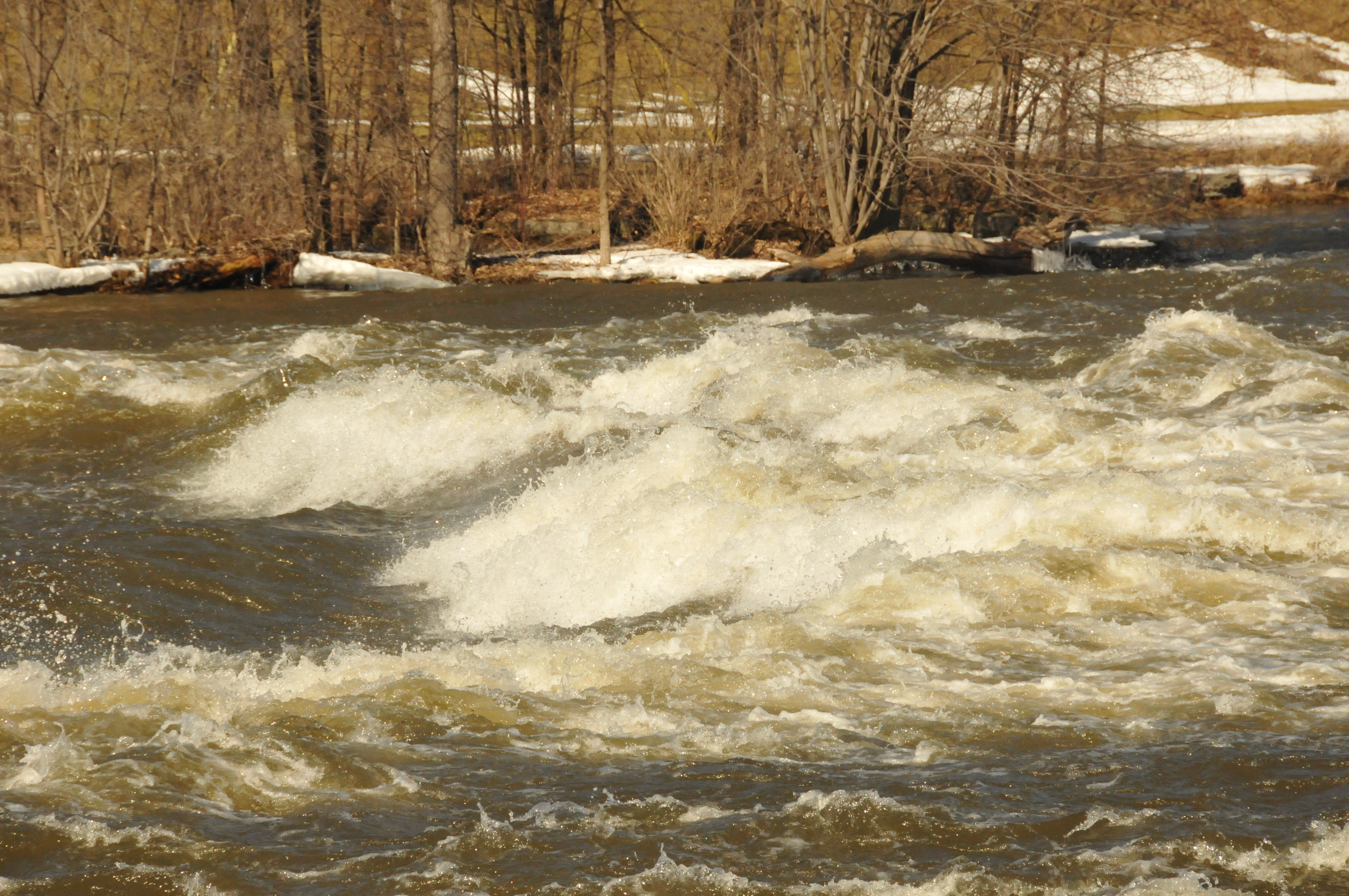
Rapids on the Mississippi River (Ontario) in ميسيسيبي ميلس, Canada.

تيارات نهريّة سريعة أو الجُندل (بالإنجليزية: Rapids) هي أقسام من النهر يكون فيها قاع النهر ذا تدرج حاد نسبياً, مما يؤدي لزيادة سرعة المياه وجريانها المضطرب.
تظهر الخصائص الهيدرولوجية لمنحدرات الأنهار ما بين مناطق الجري (الجزء المتدفق من التيار) والشلال.
تتميز المنحدرات النهريّة بأن النهر يكون فيها ضحلاً مع ظهور بعض الصخور فوق سطح التدفق.مع تدفق المياه فوق وحول الصخور، تصبح فقاعات الهواء مختلطة معها وتكتسب أجزاء من السطح لونًا أبيضًا، لتشكيل ما يسمى «الماء الأبيض».
تحدث منطقة التيارات النهرية السريعة في المناطق التي يكون قاع النهر مكوناً من مواد شديدة المقاومة لقوى حت التيار مقارنةً مع قاع ما بعد هذه المنطقة.
قد تتشكل التيارات النهرية السريعة على طول بعض التيارات الصغيرة جداً. تؤدي التيارات النهرية السريعة إلى تهوية مياه الأنهار مما يؤدي إلى تحسين جودة المياه.
تم تصنيف التيارات النهريّة السريعة لدرجات، عادةً من 1 إلى 6. يتم تصنيف التيارات النهريّة السريعة من الدرجة الخامسة على فئات من 5.1 ل 5.9.
في حين أن التيارات من الدرجة الأولى سهلة الاجتياز ولا تحتاج لكثير من المناورة، تشكل التيارات من الدرجة السادسة تهديداً للحياة مع فرصة ضئيلة أو معدومة للإنقاذ.
يتم ممارسة رياضة ركوب الرمث في المناطق التي تكثر فيها التيارات النهرية السريعة.

## روابط خارجية
Rapids entry نسخة محفوظة 28 يونيو 2020 على موقع واي باك مشين. in ناشونال جيوغرافيك's encyclopedia